# Лазаров, Андрей
Андрей Лазаров (макед. Андреј Лазаров; 8 сентября 1999, Кочани, Кочани — 16 марта 2025, Кочани, Кочани) — македонский футболист, игравший на позиции полузащитника.

## Биография
Был игроком нескольких македонских клубов, а также выступал в хорватских «Рудеше» и «Горице». Вызывался в молодёжную сборную Северной Македонии. По данным портала Transfermarkt, стоимость футболиста оценивалась в 175 тысяч евро.
Погиб 16 марта 2025 года, отравившись угарным газом, спасая людей из ночного клуба «Pulse» в Кочани.